# Лесная Быль (посёлок)
Лесная Быль — поселок в Чердаклинском районе Ульяновской области. Входит в Чердаклинское городское поселение. 

## География
Находится недалеко от берега Юрманского залива Куйбышевского водохранилища на расстоянии примерно 9 км по прямой на север-северо-запад от районного центра.

## История
12 июня 1987 года вступила в строй первая очередь пионерского лагеря УАПК «Лесная быль». При лагере начали строить жилые дома для обслуживающего персонала, со временем ставший посёлком.
В 2014 году в посёлке была построена и освящена церковь в честь Георгия Победоносца (СНТ п. Солнечная поляна).

## Население
Население 190 человек по переписи 2010 года.

## Инфраструктура
Гостиничный комплекс «Лесная быль», СНТ «Солнечная поляна».